# Malá doba ledová

Průměrné globální teploty ukazují, že malá doba ledová nebyla samostatným celoplanetárním obdobím, ale regionálním jevem nacházejícím se na konci dlouhého poklesu teplot, který předcházel současnému globálnímu oteplování.

Sluneční aktivita rekonstruovaná na základě izotopických analýz.

Malá doba ledová byla obdobím regionálního ochlazení, které se projevilo zejména v oblasti severního Atlantiku, nejednalo se však o skutečnou dobu ledovou globálního rozsahu. Termín zavedl do vědecké literatury François E. Matthes v roce 1939. Konvenčně se toto období vymezuje jako období od 16. do 19. století, někteří odborníci však dávají přednost alternativnímu časovému rozmezí od roku 1300 do roku 1850.
NASA Earth Observatory zaznamenává tři obzvláště chladná období. Jedno začalo kolem roku 1650, další kolem roku 1770 a poslední v roce 1850, přičemž všechny byly odděleny intervaly mírného oteplení. Třetí hodnotící zpráva IPCC se domnívá, že načasování a oblasti zasažené malou dobou ledovou naznačují spíše do značné míry nezávislé regionální změny klimatu než globálně synchronní zvýšené zalednění. V tomto období došlo nanejvýš k mírnému ochlazení severní polokoule.
Bylo navrženo několik příčin: cyklický pokles slunečního záření, zvýšená sopečná činnost, změny v oceánské cirkulaci, změny oběžné dráhy a osového sklonu Země (orbitální síla), přirozená proměnlivost globálního klimatu a pokles lidské populace (například v důsledku Čingischánových masakrů, černé smrti a epidemií vznikajících v Americe po kontaktu s Evropou).

## Dotčené oblasti
Třetí hodnotící zpráva Mezivládního panelu pro změnu klimatu (TAR) z roku 2001 popisuje postižené oblasti:
Důkazy z horských ledovců skutečně naznačují zvýšené zalednění v řadě rozsáhlých oblastí mimo Evropu před 20. stoletím, včetně Aljašky, Nového Zélandu a Patagonie. Načasování maximálního zalednění v těchto regionech se však značně liší, což naznačuje, že mohou představovat do značné míry nezávislé regionální klimatické změny, nikoli globálně synchronní zvýšené zalednění. Současné důkazy tedy nepotvrzují globálně synchronní období anomálního chladu nebo tepla v tomto intervalu a zdá se, že konvenční termíny „malá doba ledová“ a „středověké teplé období“ mají omezenou použitelnost při popisu trendů v hemisférických nebo globálních změnách průměrné teploty v minulých stoletích... Z hemisférického hlediska lze za „malou dobu ledovou“ považovat pouze mírné ochlazení severní polokoule v tomto období o méně než 1 °C oproti hodnotám z konce dvacátého století.
Čtvrtá hodnotící zpráva IPCC (AR4) z roku 2007 se zabývá novějšími výzkumy a věnuje zvláštní pozornost středověkému teplému období:
...pokud se na ně podíváme společně, v současnosti dostupné rekonstrukce naznačují obecně větší variabilitu trendů na stoleté časové škále v průběhu posledního 1 tisíciletí, než bylo patrné v TAR... Výsledkem je obraz relativně chladných podmínek v sedmnáctém a počátkem devatenáctého století a teplých podmínek v jedenáctém a počátkem patnáctého století, ale nejteplejší podmínky jsou patrné ve dvacátém století. Vzhledem k tomu, že úrovně spolehlivosti všech rekonstrukcí jsou široké, prakticky všechny rekonstrukce jsou fakticky zahrnuty do nejistoty, která byla dříve uvedena v TAR. Hlavní rozdíly mezi jednotlivými proxy rekonstrukcemi se týkají rozsahu minulých chladných exkurzí, především v průběhu dvanáctého až čtrnáctého, sedmnáctého a devatenáctého století.

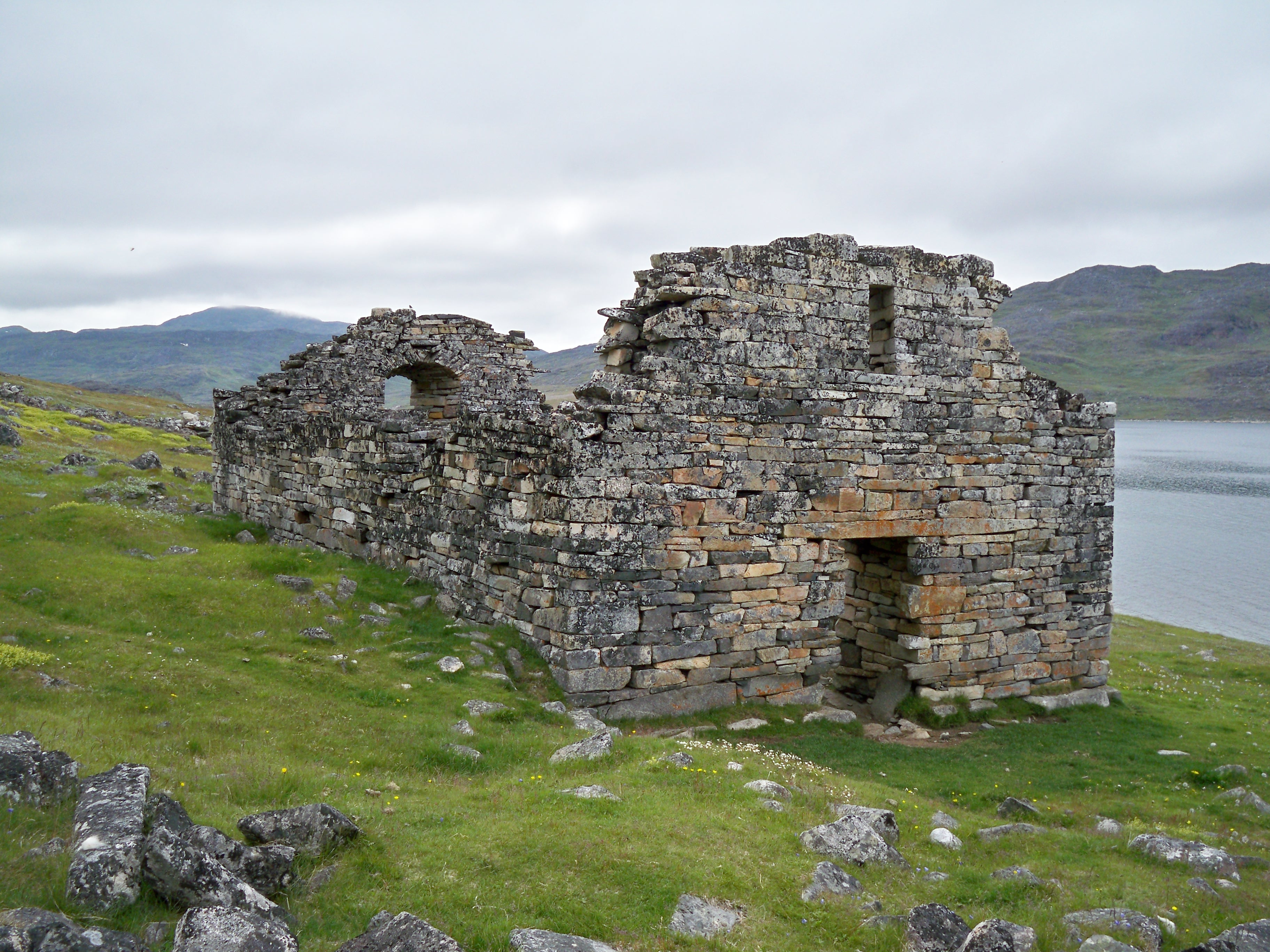
Poslední písemná zmínka o norských Gróňanech pochází z roku 1408 ze svatby v kostele Hvalsey, který je dnes nejlépe dochovanou norskou zříceninou.

## Datování
O tom, kdy začala malá doba ledová, nepanuje shoda, ale často se hovoří o řadě událostí, které předcházely známým klimatickým minimům. Ve 13. století začal v severním Atlantiku postupovat driftový led na jih, stejně jako ledovce v Grónsku. Neoficiální důkazy naznačují rozšiřování ledovců téměř po celém světě. Na základě radiokarbonového datování zhruba 150 vzorků odumřelého rostlinného materiálu s neporušenými kořeny, které byly odebrány zpod ledovců na Baffinově ostrově a na Islandu, Miller et al. uvádí (2012), že chladná léta a růst ledovců začaly náhle mezi lety 1275 a 1300, po nichž následovalo „výrazné zesílení“ v letech 1430 až 1455.
Naproti tomu rekonstrukce klimatu založená na délce ledovce neukazuje žádné velké výkyvy v letech 1600 až 1850, ale silný ústup po tomto období.
Kterékoli z několika dat v rozmezí více než 400 let tedy může znamenat začátek malé doby ledové:
- 1250, kdy začal růst atlantický led, chladné období, které bylo pravděpodobně vyvoláno nebo zesíleno mohutnou erupcí sopky Samalas v roce 1257[19] a související sopečnou zimou.
- 1275 až 1300 pro dobu, kdy radiokarbonové datování rostlin ukazuje, že byly zahubeny zaledněním.
- 1300 pro dobu, kdy přestala být teplá léta v severní Evropě spolehlivá.
- 1315 pro dobu, kdy nastaly deště a velký hladomor v letech 1315–1317.
- 1560 až 1630 pro dobu, kdy začala celosvětová expanze ledovců, známá jako Grindelwaldská fluktuace.[20]

- 1650, nikoliv za začátek malé doby ledové, ale za začátek nejchladnějších let v polovině této doby, tj. za první klimatické minimum.

Malá doba ledová skončila ve druhé polovině 19. století nebo na počátku 20. století.
Šestá zpráva IPCC popisuje nejchladnější období v posledním tisíciletí jako:
"...několikasetleté období relativně nízkých teplot, které začalo přibližně v 15. století, přičemž průměrná hodnota GMST mezi lety 1450 a 1850 činila -0,03 [-0,30 až 0,06] °C v porovnání s lety 1850–1900."

## Průběh podle regionu

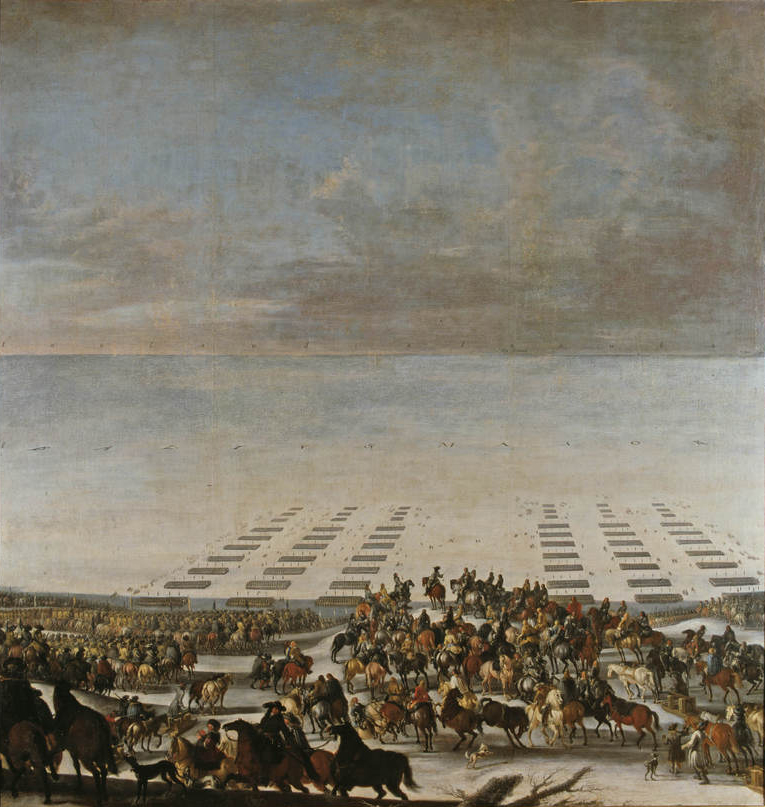
Pochod armády přes Velký Belt

### Evropa
Baltské moře zamrzlo dvakrát, v letech 1303 a 1306–1307, a následovaly roky „nezvyklých mrazů, bouří a dešťů a zvýšení hladiny Kaspického moře“. Malá doba ledová přinesla chladnější zimy do některých částí Evropy a Severní Ameriky. V polovině 17. století byly farmy a vesnice ve švýcarských Alpách zničeny zasahujícími ledovci, kanály a řeky ve Velké Británii a Nizozemsku často zamrzaly dostatečně hluboko, aby se na nich dalo bruslit a pořádat zimní slavnosti, první mrazivá pouť na Temži se konala v roce 1608 a poslední v roce 1814. Změny mostů a dostavba nábřeží Temže ovlivnily průtok a hloubku řeky a výrazně snížily možnost dalšího  zamrzání.

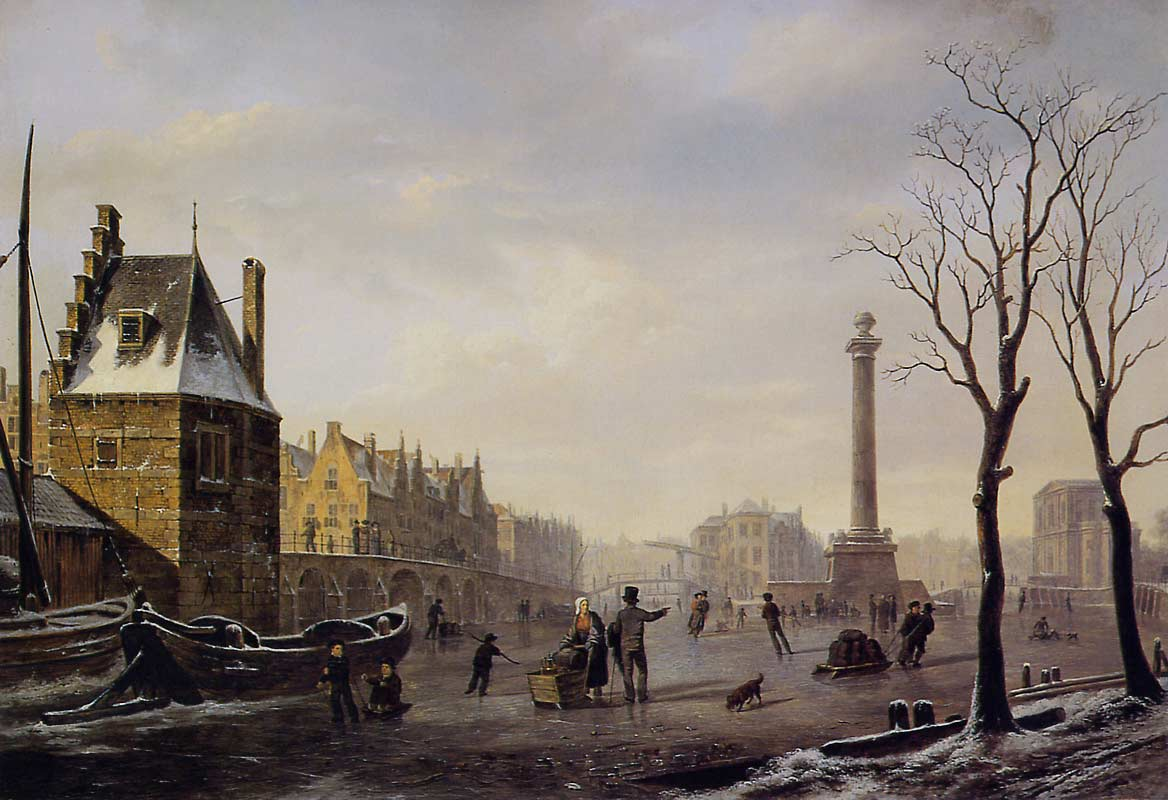
Zimní bruslení na hlavním kanálu Pompenburg v Rotterdamu v roce 1825, krátce před minimem, autor Bartholomeus Johannes van Hove

V roce 1658 táhla švédská armáda přes Velký Belt do Dánska, aby zaútočila na Kodaň.
Rok 1740 byl nejchladnější.
Zima v letech 1794–1795 byla obzvlášť krutá: francouzská invazní armáda pod vedením Pichegrua táhla po zamrzlých nizozemských řekách a nizozemská flotila byla uvězněna v ledu v přístavu Den Helder.
Mořský led obklopující Island se táhl na míle daleko všemi směry a uzavřel přístavy pro lodní dopravu. Počet obyvatel Islandu klesl na polovinu, což však mohlo být způsobeno fluorózou kostry po výbuchu sopky Laki v roce 1783. Island také trpěl neúrodou obilovin a lidé se odklonili od stravy založené na obilí. Severské kolonie v Grónsku vyhladověly a zanikly počátkem 15. století kvůli neúrodě a neschopnosti udržet dobytek během stále krutějších zim. Od roku 1410 do 20. let 17. století bylo Grónsko z velké části odříznuto ledem.
Mezi lety 1620 a 1740 došlo v Yzeronské pánvi ve francouzském Centrálním masivu k fázi poklesu říční činnosti. Předpokládá se, že tento pokles fluviální aktivity souvisí s několikaletou fází sucha v západním Středomoří.
V jihozápadní Evropě způsobila negativní severoatlantická oscilace v kombinaci se zvýšenou ariditou během malé doby ledové nárůst usazování sedimentů poháněných větrem.
Ve své knize z roku 1995 uvedl anglický klimatolog Hubert Lamb (1913–1997), že v mnoha letech (kdy?) „sněžilo mnohem více, než bylo zaznamenáno předtím nebo potom, a sníh ležel na zemi po mnoho měsíců déle než dnes“. V portugalském Lisabonu byly sněhové bouře mnohem častější než dnes a jedna zima v 17. století přinesla osm sněhových bouří. Mnohá jara a léta byla chladná a vlhká, ale s velkou variabilitou mezi jednotlivými roky a skupinami let. To se projevilo zejména během „grindelwaldského výkyvu“ (1560–1630); fáze rychlého ochlazení byla spojena s nevyzpytatelnějším počasím, včetně zvýšeného výskytu bouřek, nesezónních sněhových bouří a sucha. Pěstitelské postupy v celé Evropě musely být změněny, aby se přizpůsobily zkrácenému a méně spolehlivému vegetačnímu období, a v mnoha letech panoval nedostatek a hladomor. Jedním z nich byl Velký hladomor v letech 1315–1317, který však mohl nastat ještě před Malou dobou ledovou.“ Podle Elizabeth Ewan a Janay Nugent „si hladomory ve Francii 1693–1694, Norsku 1695–1696 a Švédsku 1696–1697 vyžádaly zhruba 10 % obyvatel každé země. V Estonsku a Finsku v letech 1696–1697 se ztráty odhadují na pětinu, respektive třetinu obyvatelstva těchto zemí.“ V některých severních oblastech zaniklo vinařství a bouře způsobily vážné záplavy a ztráty na životech. Některé z nich měly za následek trvalou ztrátu velkých ploch půdy z dánského, německého a nizozemského pobřeží.

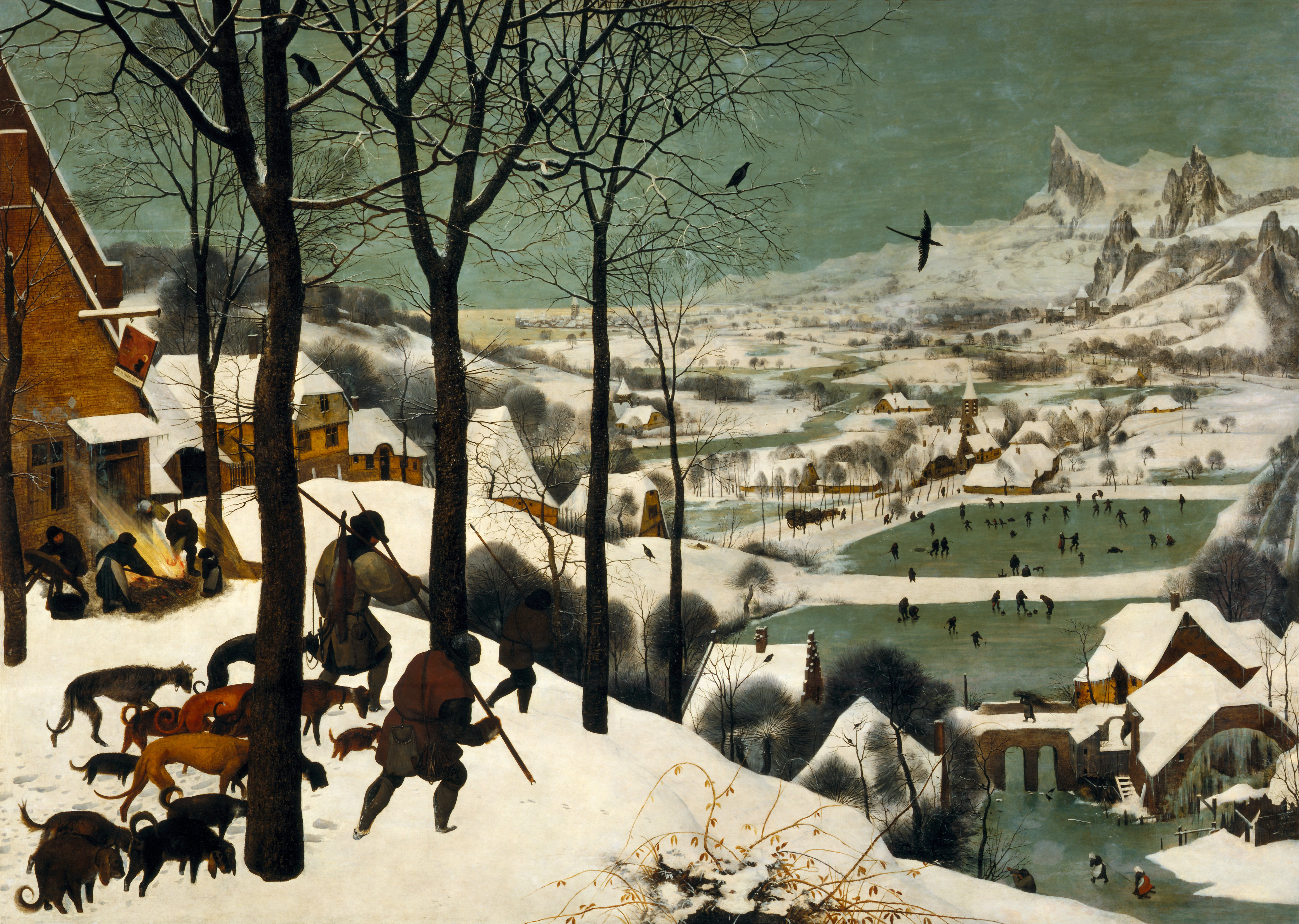
Lovci ve sněhu, Pieter Bruegel, 1565

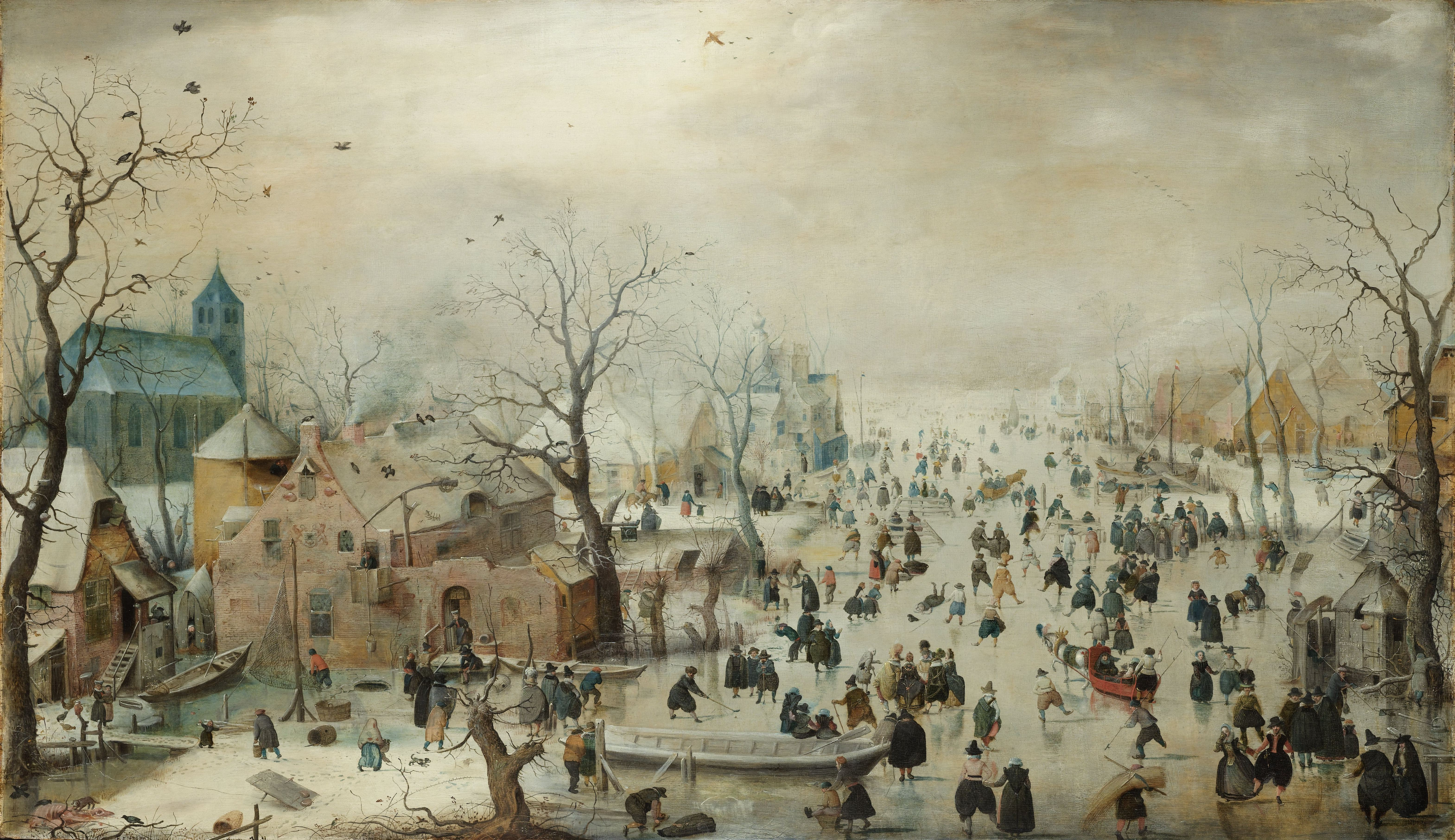
Zimní krajina s bruslaři, Hendrick Avercamp, 1608

Houslař Antonio Stradivari vyráběl své nástroje během malé doby ledové. Chladnější klima mohlo způsobit, že dřevo, které používal na své housle, bylo hustší než v teplejších obdobích a přispělo k tónu jeho nástrojů. Podle britského historika vědy Jamese Burkea (* 1936) inspirovalo toto období takové novinky v každodenním životě, jako bylo rozšířené používání knoflíků a knoflíkových dírek a také pletení spodního prádla na zakázku pro lepší zakrytí a izolaci těla. Byly vynalezeny komíny, které nahradily otevřené ohniště uprostřed společných síní, aby domy s více místnostmi měly oddělené pány od služebnictva (jak souvisí se zimou?).
Kniha The Little Ice Age (Malá doba ledová) od britského antropologa Briana Fagana (* 1936) z Kalifornské univerzity v Santa Barbaře popisuje těžký úděl evropských rolníků od roku 1300 do roku 1850: hladomory, podchlazení, chlebové vzpoury a vzestup despotických vůdců, kteří brutálně týrali stále více zneuznané rolnictvo. Koncem 17. století došlo k dramatickému úpadku zemědělství: „Alpští vesničané se živili chlebem z rozemletých ořechových skořápek smíchaných s ječnou a ovesnou moukou.“ Německý historik Wolfgang Behringer (* 1956) spojil intenzivní epizody honu na čarodějnice v Evropě s neúspěchy v zemědělství během malé doby ledové.
Kniha The Frigid Golden Age (Ledová zlatá doba) od holandského historika životního prostředí Dagomara Degroota (* 1985) z Georgetownské univerzity poukazuje na to, že některé společnosti během malé doby ledové prosperovaly, ale jiné upadaly. Zejména malá doba ledová proměnila prostředí v okolí Nizozemské republiky a usnadnila jeho využívání v obchodě a konfliktech. Nizozemci byli odolní, dokonce přizpůsobiví, tváří v tvář počasí, které ničilo sousední země. Obchodníci využívali neúrody, vojenští velitelé využívali měnící se větrné poměry a vynálezci vyvíjeli technologie, které jim pomáhaly z chladu profitovat. Nizozemský zlatý věk 17. století proto vděčil za mnohé flexibilitě svých obyvatel, kteří se dokázali vyrovnat s měnícím se klimatem.

#### Kulturní reakce
Historici tvrdí, že kulturní reakce na důsledky malé doby ledové v Evropě spočívaly v násilném hledání obětního beránka. Dlouhotrvající chladná a suchá období přinesla mnoha evropským komunitám sucho a měla za následek špatný růst úrody, špatné přežívání hospodářských zvířat a zvýšenou aktivitu patogenů a přenašečů nemocí. Nemoci zesílily za stejných podmínek, za jakých vznikla nezaměstnanost a ekonomické potíže: v dlouhých chladných a suchých obdobích. Nemoci a nezaměstnanost vytvářely smrtící pozitivní zpětnou vazbu. Přestože komunity měly některá řešení nouzové situace, například lepší směsi plodin, nouzové zásoby obilí a mezinárodní obchod s potravinami, ne vždy se ukázaly jako účinné. Komunity se často vymstily prostřednictvím násilných trestných činů, včetně loupeží a vražd. Přibývalo také obvinění ze sexuálních deliktů, jako bylo cizoložství, zoofilie a znásilnění. Evropané hledali vysvětlení pro hladomor, nemoci a sociální nepokoje, které zažívali, a obviňovali nevinné. Důkazy z několika studií ukazují, že nárůst násilných činů proti marginalizovaným skupinám, které byly považovány za příčinu malé doby ledové, se překrývá s roky obzvláště chladného a suchého počasí.
Jedním z příkladů násilného obětního beránka, k němuž došlo během malé doby ledové, bylo obnovení čarodějnických procesů. Oster (2004) a Behringer (1999) tvrdí, že obnovení čarodějnictví přinesl teplotní pokles. Před malou dobou ledovou bylo čarodějnictví považováno za bezvýznamný zločin a oběti byly obviňovány jen zřídka. Od 80. let 13. století, právě když začala malá doba ledová, však evropské obyvatelstvo začalo spojovat magii a počasí. První systematické hony na čarodějnice začaly ve 30. letech 14. století a v 80. letech 14. století se všeobecně věřilo, že za špatné počasí by měly být zodpovědné čarodějnice. V roce 1480 se v Evropě objevily první hony na čarodějnice. Čarodějnice byly obviňovány z přímých i nepřímých důsledků malé doby ledové: epidemií dobytka, krav, které dávaly příliš málo mléka, pozdních mrazů a neznámých nemocí. Obecně lze říci, že počet čarodějnických procesů rostl s poklesem teploty a procesů naopak ubývalo, když teplota rostla. Vrcholy pronásledování čarodějnic se překrývají s hladovými krizemi, které nastaly v letech 1570 a 1580, přičemž druhá z nich trvala deset let. Procesy se zaměřovaly především na chudé ženy, z nichž mnohé byly vdovy. Ne všichni souhlasili s tím, že by čarodějnice měly být pronásledovány za vytváření počasí, ale tyto spory se primárně nesoustředily na to, zda čarodějnice existují, ale na to, zda mají čarodějnice schopnost ovládat počasí. Katolická církev v raném středověku tvrdila, že čarodějnice nemohou ovládat počasí, protože jsou smrtelníci, nikoliv Bůh, ale v polovině 13. století už většina lidí souhlasila s myšlenkou, že čarodějnice mohou ovládat přírodní síly.
Také Židé byli obviňováni ze zhoršení klimatu během malé doby ledové. Západoevropské státy zažily vlny antisemitismu, namířeného proti hlavní náboženské menšině v jejich jinak křesťanských společnostech. Mezi Židy a počasím neexistovala přímá souvislost; byli obviňováni pouze z nepřímých důsledků, jako byly nemoci. Z vypuknutí černé smrti byli často obviňováni Židé. V západoevropských městech bylo v průběhu roku 1300 vyvražďováno židovské obyvatelstvo, aby se zastavilo šíření moru. šířily se zvěsti, že Židé buď sami otravují studny, nebo říkají malomocným, aby studny otrávili. Aby unikli pronásledování, někteří Židé konvertovali ke křesťanství, zatímco jiní emigrovali do Osmanské říše, Itálie nebo Svaté říše římské, kde se setkali s větší tolerancí.
Některé skupiny obyvatel obviňovaly z chladných období a z nich plynoucího hladomoru a nemocí během malé doby ledové všeobecnou boží nelibost, kterou na sebe při pokusech o vyléčení vzaly jednotlivé skupiny obyvatelstva. V Německu byla zavedena nařízení týkající se činností, jako je hazard a pití alkoholu, která neúměrně postihovala nižší vrstvy, a ženám bylo zakázáno ukazovat kolena. Další nařízení se týkala širšího obyvatelstva, například zákazu tance, sexuálních aktivit a umírněného příjmu jídla a pití. V Irsku katolíci ze špatného počasí vinili reformaci. Annals of Loch Cé ve svém zápisu z roku 1588 popisuje sněhovou bouři uprostřed léta tak, že „divoké jablko nebylo větší než každý jeho kámen“, a viní z ní přítomnost „zlého, kacířského biskupa v Oilfinnu“, protestantského biskupa z Elphinu Johna Lynche.

#### Obecná krize 17. století
Všeobecná krize 17. století v Evropě byla obdobím nepříznivého počasí, neúrody, hospodářských potíží, extrémního násilí mezi skupinami a vysoké úmrtnosti, které souvisely s malou dobou ledovou. Epizody sociální nestability sledují ochlazení s časovým odstupem až 15 let a mnohé přerostly v ozbrojené konflikty, jako například třicetiletá válka (1618–1648), která začala jako válka o následnictví českého trůnu. Olej do ohně přililo nepřátelství mezi protestanty a katolíky ve Svaté říši římské (dnešním Německu). Brzy přerostla v obrovský konflikt, do kterého se zapojily všechny hlavní evropské mocnosti a který zpustošil velkou část Německa. Když válka skončila, v některých oblastech Svaté říše římské klesl počet obyvatel až o 70 %.

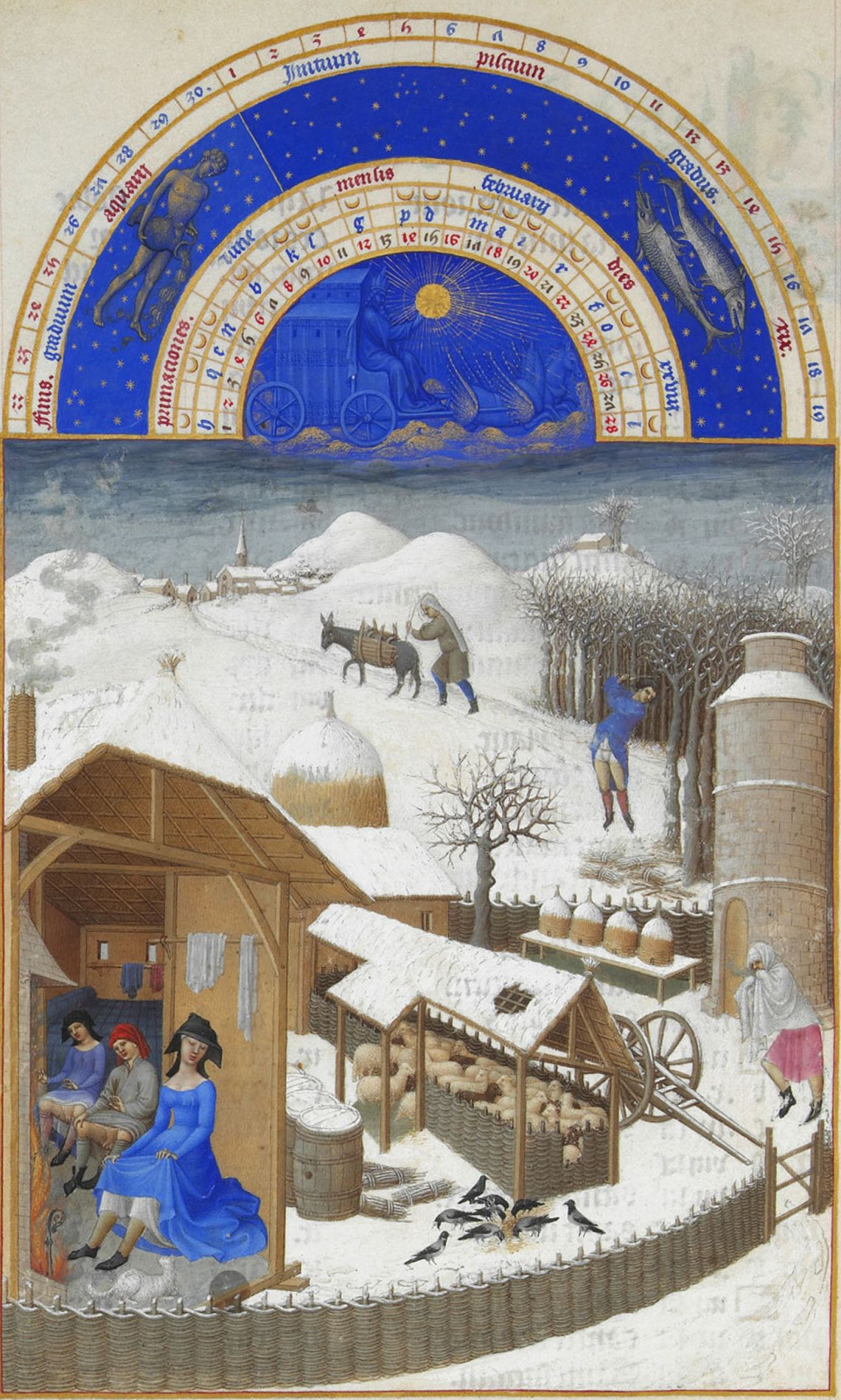
"Únor" z kalendáře Les Très Riches Heures du duc de Berry, 1412–1416

### Severní Amerika
První evropští objevitelé a osadníci Severní Ameriky zaznamenali mimořádně kruté zimy. Podle Lamba například Samuel Champlain v červnu 1608 zaznamenal na březích Hořejšího jezera led. Evropané i domorodé obyvatelstvo trpěli nadměrnou úmrtností v Maine během zimy 1607–08 a extrémní mrazy byly mezitím zaznamenány v osadě Jamestown ve Virginii. Domorodí Američané v reakci na nedostatek potravin vytvářeli ligy. V deníku Pierra de Troyes, Chevaliera de Troyes, který v roce 1686 vedl výpravu do Jamesova zálivu, je zaznamenáno, že záliv byl ještě 1. července posetý takovým množstvím plovoucího ledu, že se za něj mohl schovat ve své kánoi. V zimě roku 1780 zamrzl newyorský přístav, což umožnilo lidem projít se z ostrova Manhattan na ostrov Staten Island.
Rozsah horských ledovců byl zmapován koncem 19. století. V severním a jižním mírném pásmu byla nadmořská výška rovnovážné linie (hranice oddělující zóny čisté akumulace od zón čisté ablace) asi o 100 metrů nižší než v roce 1975. V národním parku Glacier se poslední epizoda postupu ledovce odehrála na přelomu 18. a 19. století. V roce 1879 známý přírodovědec John Muir zjistil, že ledovec v Glacier Bay ustoupil o 77 km. V Chesapeake Bay v Marylandu byly velké teplotní výkyvy pravděpodobně spojeny se změnami v síle severoatlantické termohalinní cirkulace.
Protože malá doba ledová nastala v době evropské kolonizace Ameriky, odradila mnoho prvních kolonizátorů, kteří očekávali, že klima Severní Ameriky bude podobné klimatu Evropy v podobných zeměpisných šířkách. Zjistili, že Severní Amerika, přinejmenším v oblasti, která se později stala Kanadou a severní částí Spojených států, má teplejší léta a chladnější zimy než Evropa. Tento vliv ještě zhoršila malá doba ledová a nepřipravenost vedla ke kolapsu mnoha raných evropských osad v Severní Americe.
Historici se shodují, že když se kolonisté usadili v Jamestownu, bylo to jedno z nejchladnějších období za posledních 1000 let. Sucho bylo v Severní Americe problémem i během malé doby ledové a osadníci dorazili do Roanoke v době největšího sucha za posledních 800 let. Studie letokruhů stromů provedené Arkansaskou univerzitou zjistily, že mnoho kolonistů dorazilo na začátku sedmiletého sucha. Sucha také snížila počet indiánských obyvatel a vedla ke konfliktům kvůli nedostatku potravin. Angličtí kolonisté v Roanoke donutili domorodé Američany z kmene Ossomocomucků, aby se s nimi podělili o vyčerpané zásoby. To vedlo k válce mezi oběma skupinami a indiánská města byla zničena. Tento cyklus se v Jamestownu opakoval ještě mnohokrát. Kombinace bojů a chladného počasí vedla také k šíření nemocí. Chladnější počasí napomáhalo rychlejšímu rozvoji parazitů, které Evropané přinesli v komárech. To následně vedlo k mnoha úmrtím na malárii mezi původními obyvateli Ameriky.
V roce 1642 Thomas Gorges napsal, že v letech 1637–1645 zažívali kolonisté v Maine (tehdy součást Massachusetts) strašlivé povětrnostní podmínky. V červnu 1637 byly teploty tak vysoké, že řada evropských osadníků zemřela; cestovatelé byli nuceni cestovat v noci, aby se ochladili. Gorges také napsal, že zima v letech 1641–1642 byla „pronikavě nesnesitelná“ a že žádný Angličan ani domorodý Američan nikdy nic podobného nezažil. Uvedl také, že Massachusettský záliv zamrzl, kam až člověk dohlédl, a že tam, kde dříve jezdily lodě, se nyní proháněly koňské povozy. Uvedl, že léta 1638 a 1639 byla velmi krátká, chladná a vlhká, což na několik let umocnilo nedostatek potravin. Aby toho nebylo málo, na úrodě se přiživovali živočichové jako housenky a holubi a ničili úrodu. Každý rok, o kterém Gorges psal, se vyznačoval neobvyklými výkyvy počasí, včetně velkého množství srážek, sucha a extrémního chladu nebo horka.
Mnozí obyvatelé Severní Ameriky měli o extrémním počasí své vlastní teorie. Kolonista Ferdinando Gorges vinil z chladného počasí studené oceánské větry. Humphrey Gilbert se snažil vysvětlit ledové a mlhavé počasí na Newfoundlandu tím, že Země nasává studené páry z oceánu a táhne je na západ. Mnozí další měli vlastní teorie o tom, proč je v Severní Americe mnohem chladněji než v Evropě; jejich pozorování a hypotézy nabízejí pohled na dopady malé doby ledové v Severní Americe.

Sezónní hodnoty teplot ve střední Anglii. Na horním panelu jsou znázorněna čísla skupin slunečních skvrn: šedá oblast ukazuje roční hodnoty z teleskopických pozorování, fialová čára jejich jedenáctileté klouzavé průměry a zelená čára hodnoty odvozené z množství kosmogenního izotopu uhlíku-14 v kmenech stromů. Druhý panel ukazuje zimní hodnoty teploty ve střední Anglii, což jsou průměry za prosinec, leden a únor. Třetí panel ukazuje letní hodnoty, které jsou průměrem za červen, červenec a srpen. Na spodním panelu je uvedena aerosolová optická hloubka, která ukazuje množství sopečného prachu z ledovcových jader. Svislé fialové čáry jsou roky, kdy se na Temži v Londýně konaly mrazové slavnosti, a svislé oranžové čáry jsou roky, kdy byl tamní led hlášen jako dostatečně silný, aby se po něm dalo chodit. První azurová čára je datum odstranění starého londýnského mostu a jezu a druhá je dokončení nábřeží: obě tyto události na řece zvýšily průtok a ukončily zamrzání Temže. Všechny zdroje dat jsou uvedeny v odkazu.

## Teplotní řada pro střední Anglii
Středoanglický teplotní záznam (CET) je nejdelší existující přístrojový teplotní záznam na světě, který sahá nepřetržitě od současnosti až do roku 1659. Začíná tedy uprostřed malé doby ledové, ať už je její interval definován jakkoli. Střednědobá teplota má velmi důležité důsledky pro naše chápání malé doby ledové. Data CET ukazují, že během malé doby ledové se zvýšil výskyt mimořádně chladných zim a tyto roky se shodovaly s roky, kdy se na Temži konaly mrazové poutě a kdy byly jinde v Evropě zaznamenány mimořádně nízké teploty. Dobře se také shodují s odhady paleoklimatu v průměrných trendech. V záznamu CET však zimy během malé doby ledové nebyly nepolevující. Například nejchladnější zima (definovaná průměrnou teplotou za prosinec, leden a únor) v celé datové řadě CET je z roku 1684 (rok jednoho z nejznámějších mrazů), avšak pátá nejteplejší zima v celé dosavadní datové řadě CET nastala o pouhé dva roky později, v roce 1686. Navíc letní teploty nejsou během malé doby ledové výrazně sníženy, a pokud ano, tyto nižší teploty vysoce korelují s vulkanickými erupcemi. Údaje CET tedy silně argumentují, že malá doba ledová, přinejmenším v Evropě, by měla být považována za období zvýšeného výskytu mimořádně chladných zim, a tedy nižších průměrných teplot, a nikoliv za interval nepřetržitého chladu.

## Možné příčiny
Vědci předběžně určili sedm možných příčin malé doby ledové: orbitální cykly, snížená sluneční aktivita, zvýšená sopečná činnost, změna proudění v oceánech, výkyvy lidské populace v různých částech světa způsobující zalesňování nebo odlesňování a přirozená proměnlivost globálního klimatu.

### Orbitální cykly
Orbitální síly způsobené cykly oběhu Země kolem Slunce způsobily za posledních 2000 let dlouhodobý trend ochlazování severní polokoule, který pokračoval i ve středověku a v malé době ledové. Rychlost ochlazování Arktidy je zhruba 0,02 °C za století. Tento trend by mohl extrapolovaně pokračovat i v budoucnosti a případně vést k úplné době ledové, ale instrumentální teplotní záznamy 20. století ukazují náhlý obrat tohoto trendu, přičemž nárůst globálních teplot je připisován emisím skleníkových plynů.

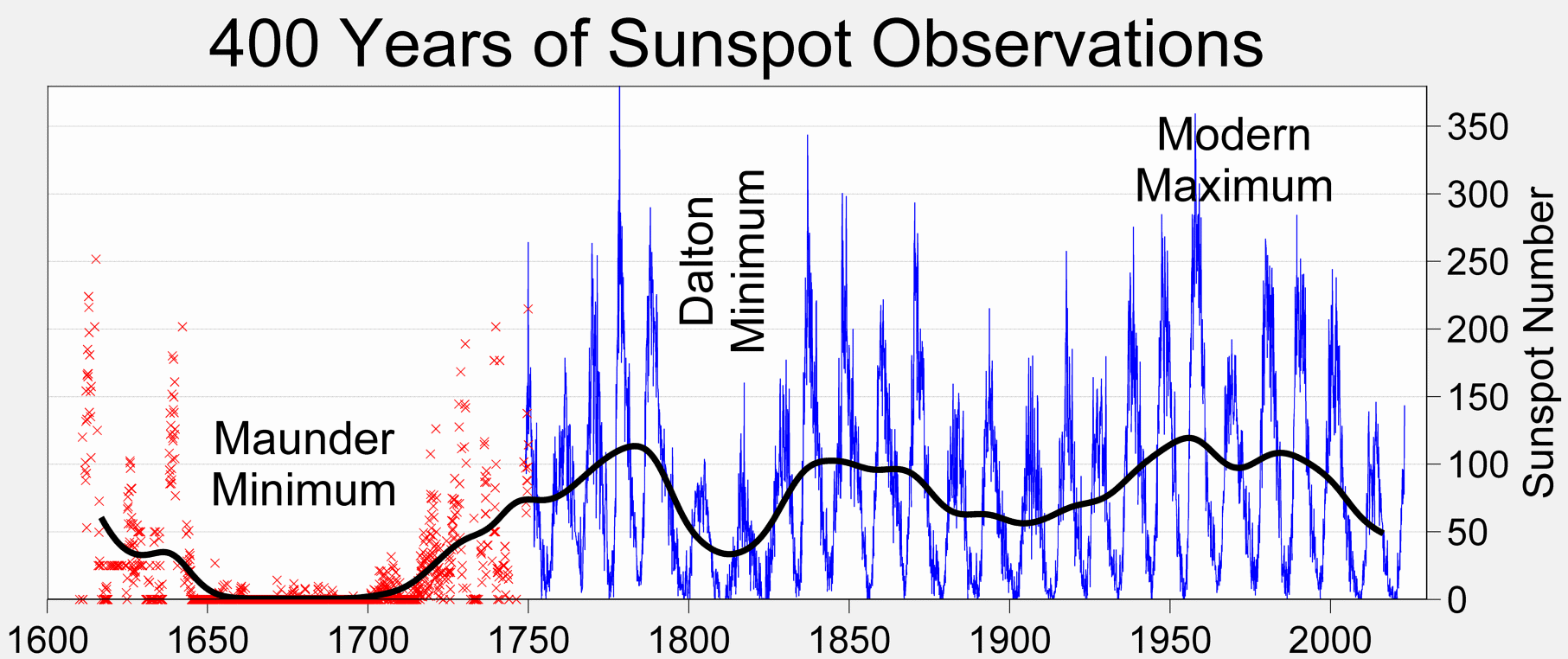
Maunderovo minimum ve 400leté historii počtu slunečních skvrn

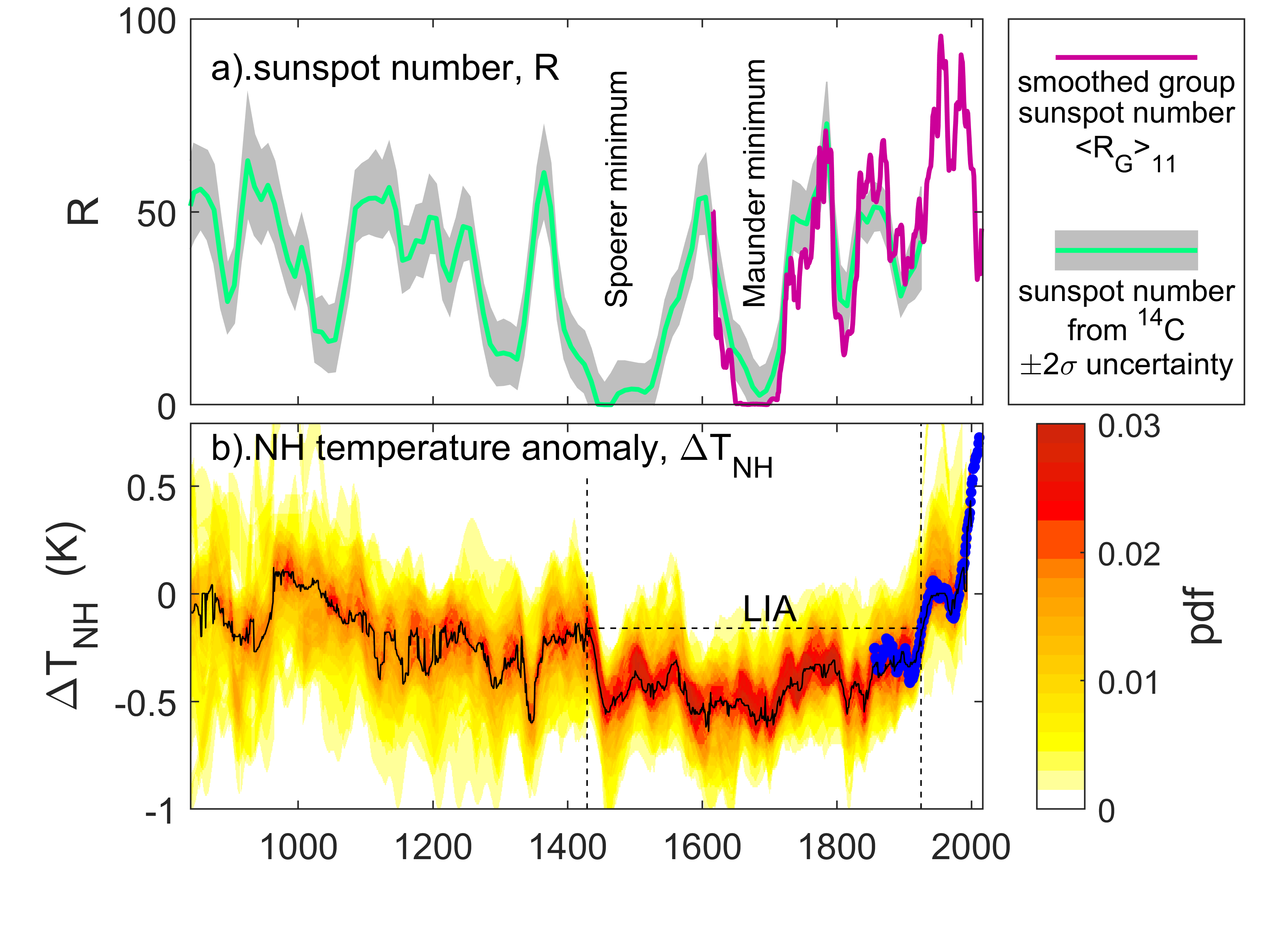
Počet slunečních skvrn v porovnání s teplotní anomálií na severní polokouli (NH). Na horním panelu je znázorněno jedenáctileté vyhlazené skupinové číslo slunečních skvrn z teleskopických pozorování a číslo slunečních skvrn odvozené z množství kosmogenních izotopů uhlíku-14 v kmenech stromů. Dolní panel ukazuje teplotní anomálii severní polokoule (NH) (vzhledem k úrovni roku 1990) z různých paleoklimatických ukazatelů: černá čára je střední hodnota a barvy udávají pravděpodobnostní rozdělení nejistoty. Modré tečky představují instrumentální záznam. Přerušované čáry označují začátek a konec malé doby ledové definované úrovní teplotní anomálie (NH) -0,16 stupně Celsia. Všechny zdroje dat jsou popsány v referencích a.

### Sluneční aktivita
Sluneční aktivita zahrnuje všechny poruchy na Slunci, jako jsou sluneční skvrny a sluneční erupce, které souvisejí s proměnlivým magnetickým polem slunečního povrchu a sluneční atmosféry (koróny). Protože platí Alfvénův teorém, je koronální magnetické pole vtahováno slunečním větrem do heliosféry. Nepravidelnosti v tomto heliosférickém magnetickém poli chrání Zemi před galaktickým kosmickým zářením tím, že je rozptylují, což vědcům umožňuje sledovat sluneční aktivitu v minulosti analýzou izotopů uhlíku-14 nebo berylia-10, které vznikají při dopadu kosmického záření na atmosféru a které se ukládají v pozemských rezervoárech, jako jsou letokruhy stromů a ledová pokrývka. V intervalech 1400–1550 (Spörerovo minimum) a 1645–1715 (Maunderovo minimum) byly zaznamenány velmi nízké úrovně sluneční aktivity a oba tyto intervaly spadají do období malé doby ledové nebo se s ním alespoň překrývají podle většiny definic. Sluneční aktivita odvozená z kosmogenních izotopů však byla mezi Spörerovým minimem a Maunderovým minimem stejně vysoká jako kolem roku 1940, přesto je tento interval rovněž v rámci malé doby ledové. Proto jakýkoli vztah mezi sluneční aktivitou a malou dobou ledovou není zdaleka jednoduchý.
Studie Dmitrije Mauquoye a kol. potvrdila, že na počátku Spörerova minima prudce vzrostla míra produkce uhlíku-14. Tito autoři tvrdili, že tento nárůst se shoduje s prudkým poklesem teplot odvozeným z evropských rašelinišť. Tento pokles teploty je patrný i v průměrných teplotách severní polokoule odvozených z celé řady paleoklimatických indikátorů, ale načasování začátku Spörerova minima je ve skutečnosti asi o 50 let dříve. 50leté zpoždění reakce je možné, ale není v souladu s následnými změnami odvozenými ze sluneční aktivity a průměrné teploty severní polokoule. Například vrchol sluneční aktivity mezi Spörerovým minimem a Maunderovým minimem je 50 let po jediném vrcholu průměrné teploty severní polokoule, se kterým by mohl být spojen.

### Sopečná činnost
V článku z roku 2012 Miller a kol. spojují malou dobu ledovou s „neobvyklou 50letou epizodou se čtyřmi velkými explozivními erupcemi bohatými na síru, z nichž každá měla globální zatížení sírany >60 Tg“, a poznamenávají, že „velké změny slunečního záření nejsou nutné“.
Po celou dobu malé doby ledové byla zvýšená sopečná činnost. Při výbuchu sopky se její popel dostává vysoko do atmosféry a může se rozšířit na celou Zemi. Oblak popela blokuje část přicházejícího slunečního záření, což vede k celosvětovému ochlazení až dva roky po erupci. Při erupcích se také uvolňuje síra ve formě oxidu siřičitého. Když se oxid siřičitý dostane do stratosféry, změní se plyn na částice kyseliny sírové, které odrážejí sluneční záření. To dále snižuje množství záření dopadajícího na zemský povrch.
Nedávná studie zjistila, že obzvláště silná erupce tropické sopky v roce 1257, pravděpodobně hory Samalas (předkalderová stavba aktivní hory Rinjani) poblíž hory Rinjani, obě na indonéském ostrově Lombok, následovaná třemi menšími erupcemi v letech 1268, 1275 a 1284, neumožnila klimatu zotavit se. To mohlo způsobit počáteční ochlazení a záhadná erupce v letech 1452/1453 vyvolala druhý puls ochlazení. Chladná léta mohou být udržována zpětnou vazbou mezi mořem a oceánem ještě dlouho po odstranění sopečných aerosolů.
Mezi další sopky, které vybuchly v tomto období a mohly přispět k ochlazení, patří Billy Mitchell (asi 1580), Huaynaputina (1600), Mount Parker (1641), Long Island (Papua Nová Guinea) (asi 1660) a Laki (1783). Erupce sopky Tambora v roce 1815, rovněž v Indonésii, zahalila atmosféru popelem a následující rok se stal známým jako Rok bez léta, kdy byly v červnu a červenci hlášeny mrazy a sníh jak v Nové Anglii, tak v severní Evropě.

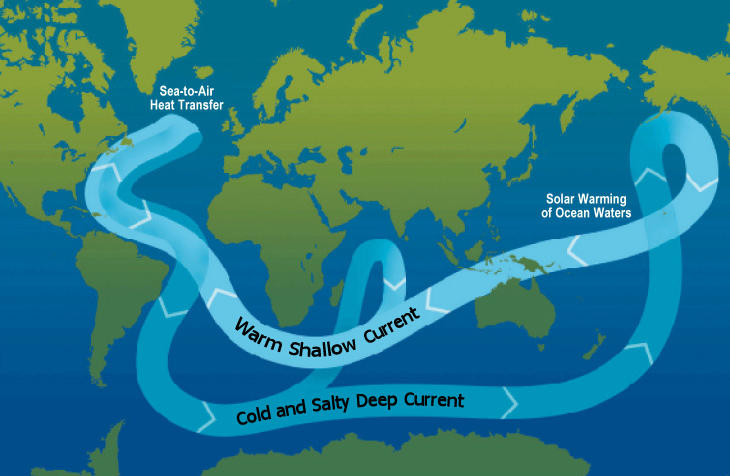
Termohalinní cirkulace neboli oceánský dopravní pás

### Cirkulace oceánů
Na počátku 20. století bylo jako vysvětlení malé doby ledové navrženo zpomalení termohalinní cirkulace, konkrétně oslabením severoatlantického gyru[152][153]. Cirkulace mohla být přerušena přílivem velkého množství sladké vody do severního Atlantiku a mohla být způsobena obdobím oteplování před malou dobou ledovou, které je známé jako středověké teplé období.  Někteří badatelé proto klasifikují malou dobu ledovou jako Bondovu událost. Existují určité obavy, že by k přerušení termohalinní cirkulace mohlo dojít znovu v důsledku současného oteplení.
Novější výzkumy naznačují, že celková atlantická meridionální cirkulace může být již nyní slabší, než byla během malé doby ledové, nebo možná dokonce v průběhu minulého tisíciletí. O současné síle AMOC stále vede silná debata, tato zjištění činí souvislost mezi AMOC a malou dobou ledovou nepravděpodobnou. Některé výzkumy však místo toho naznačují, že se na malé době ledové podílelo mnohem lokálnější narušení konvekce v severním subpolárním gyru, což je potenciálně důležité pro blízkou budoucnost, neboť menšina klimatických modelů předpokládá trvalý kolaps této konvekce podle některých scénářů budoucích klimatických změn.

### Snížení počtu lidí
Někteří badatelé navrhli, že vliv člověka na klima začal dříve, než se obvykle předpokládá, a že velký pokles populace v Eurasii a Americe tento vliv snížil a vedl k trendu ochlazování.

#### Černá smrt v Evropě
Odhaduje se, že černá smrt zabila 30–60 % evropské populace. Celkově mohl mor ve 14. století snížit světovou populaci z odhadovaných 475 milionů na 350–375 milionů. Trvalo 200 let, než se světová populace vrátila na předchozí úroveň. William Ruddiman navrhl, že tyto velké úbytky populace v Evropě, východní Asii a na Blízkém východě způsobily pokles zemědělské činnosti. Ruddiman předpokládá, že v důsledku toho došlo k opětovnému zalesnění, které způsobilo dodatečný příjem oxidu uhličitého z atmosféry, což vedlo k ochlazení zaznamenanému během malé doby ledové.

#### Mongolské invaze
Studie oddělení globální ekologie Carnegie Institution z roku 2011 tvrdí, že mongolské invaze a výbojné výpravy, které trvaly téměř dvě století, přispěly ke globálnímu ochlazení tím, že vylidnily rozsáhlé oblasti a nahradily obdělávanou půdu lesem pohlcujícím uhlík.

#### Zničení původních populací a biomasy Ameriky
William Ruddiman dále vyslovil hypotézu, že podobný účinek mohlo mít i snížení počtu obyvatel v Americe po zahájení kontaktu s Evropou v 16. století. Podobně Koch a další v roce 1990 vyslovili domněnku, že když evropské dobývání a nemoci přinesené Evropany zabily až 90 % původních obyvatel Ameriky, mohlo se asi 50 milionů hektarů půdy vrátit do stavu divočiny, což způsobilo zvýšený příjem oxidu uhličitého. Jiní badatelé podpořili vylidňování Ameriky jako faktor a tvrdili, že lidé tam vykáceli značné množství lesů, aby podpořili zemědělství, než příchod Evropanů způsobil populační kolaps.
Richard Nevle, Robert Dull a jejich kolegové dále vyslovili domněnku, že antropogenní mýcení lesů sehrálo nejen roli při snižování množství uhlíku vázaného v neotropických lesích, ale také že požáry založené člověkem hrály hlavní roli při snižování biomasy v amazonských a středoamerických lesích před příchodem Evropanů a současným šířením nemocí během kolumbovské výměny. Dull a Nevle vypočítali, že jen zalesňování tropických biomů Ameriky v letech 1500–1650 představovalo čistou sekvestraci uhlíku ve výši 2-5 Pg. Brierley vyslovil domněnku, že příchod Evropanů do Ameriky způsobil masové úmrtí na epidemické nemoci, což způsobilo značné opuštění zemědělské půdy. To způsobilo návrat velkého množství lesů, které pohltily více CO2. Studie sedimentárních jader a půdních vzorků dále naznačuje, že pohlcování CO2 prostřednictvím opětovného zalesňování v Americe mohlo přispět k malé době ledové. Vylidňování souvisí s poklesem hladin CO2 pozorovaným v Law Dome v Antarktidě.

### Nárůst populace ve středních a vysokých zeměpisných šířkách
Předpokládá se, že během malé doby ledové mělo zvýšené odlesňování dostatečný vliv na albedo (odrazivost) Země, což způsobilo regionální a globální pokles teploty. Změny v albedu byly způsobeny rozsáhlým odlesňováním ve vysokých zeměpisných šířkách, které odhalilo více sněhové pokrývky, a tím zvýšilo odrazivost zemského povrchu, protože půda byla odlesněna pro zemědělské využití. Z této teorie vyplývá, že v průběhu malé doby ledové bylo odlesněno tolik půdy, že odlesňování je možnou příčinou změny klimatu.
Bylo navrženo, že teorie intenzifikace využití půdy by mohla tento efekt vysvětlit. Tuto teorii původně navrhla Ester Boserupová a předpokládá, že zemědělství se rozvíjí pouze tehdy, když to vyžaduje počet obyvatel. Navíc existují důkazy o rychlé populační a zemědělské expanzi, která by mohla být důvodem některých změn pozorovaných v klimatu během tohoto období.
O této teorii se stále spekuluje, a to z několika důvodů: především kvůli obtížnosti znovuvytvoření simulací klimatu mimo úzký soubor území[upřesnění] v těchto regionech; nelze se tedy spoléhat na data, která by vysvětlovala rozsáhlé změny nebo zohledňovala širokou škálu dalších zdrojů klimatických změn v celosvětovém měřítku. Rozšířením prvního důvodu je skutečnost, že klimatické modely zahrnující toto období ukázaly nárůst a pokles teploty v globálním měřítku, to znamená, že klimatické modely neprokázaly odlesňování jako jedinou příčinu změny klimatu ani jako spolehlivou příčinu globálního poklesu teploty.

### Přirozená proměnlivost klimatu
Teplotní řada pro střední AngliiSpontánní výkyvy globálního klimatu by mohly vysvětlit proměnlivost klimatu v minulosti. Je velmi obtížné zjistit, jaká může být skutečná úroveň proměnlivosti z vnitřních příčin vzhledem k existenci dalších sil, jak bylo uvedeno výše, jejichž velikost nemusí být známa. Jedním z přístupů k hodnocení vnitřní variability je použití dlouhých integrací spřažených globálních klimatických modelů oceán-atmosféra. Jejich výhodou je, že vnější vlivy jsou známy jako nulové, nevýhodou však je, že nemusí plně odrážet realitu. Variace mohou být důsledkem chaotických změn v oceánech, atmosféře nebo interakcí mezi nimi. Dvě studie dospěly k závěru, že prokázaná vnitřní variabilita nebyla dostatečně velká na to, aby vysvětlila malou dobu ledovou. Kruté zimy v letech 1770 až 1772 v Evropě však byly přičítány anomálii v severoatlantické oscilaci.

### Související stránky
- Bondův cyklus
- Pozdně antická malá doba ledová
- Paleoklimatologie
- Ústup ledovců od roku 1850
- Mladší dryas